# Маріо Мускат
Маріо Мускат (англ. Mario Muscat, нар. 18 серпня 1976, Паола) — мальтійський футболіст, воротар клубу «Пемброе Атлета».
Виступав, зокрема, за клуб «Гіберніанс», а також національну збірну Мальти.

## Клубна кар'єра
У дорослому футболі дебютував 1993 року виступами за команду клубу «Гіберніанс», в якій провів двадцять один сезон, взявши участь у 488 матчах чемпіонату. Більшість часу, проведеного у складі «Гіберніанс», був основним голкіпером команди.
Згодом з 2014 по 2015 рік грав у складі команд клубів «Вітторіоза Старс» та «Кормі».
До складу клубу «Пемброке Атлета» приєднався 2015 року. Відтоді встиг відіграти 9 матчів в чемпіонаті.

## Виступи за збірну
У 1996 році дебютував в офіційних матчах у складі національної збірної Мальти. Протягом наступних 14 років провів у формі головної команди країни 68 матчів.

## Титули і досягнення
- Чемпіон Мальти: 1993-94, 1994-95, 2001-02, 2008-09
- Володар Кубка Мальти: 1997-98, 2005-06, 2006-07, 2011-12, 2012-13
- Володар Суперкубка Мальти: 2007
- Футболіст року на Мальті: 1997–98